# 埼玉県立蕨高等学校
埼玉県立蕨高等学校（さいたまけんりつわらびこうとうがっこう）は、埼玉県蕨市の高等学校である。

## 概要
1957年4月1日に現在の蕨市に仮校舎設立。同年4月15日第一回入学式挙行。この日を開校記念日と定めた。
JR蕨駅西口より徒歩約18分、JR南浦和駅より徒歩約20分、JR北戸田駅より徒歩約20分。その他国際興業バスから路線あり。

## 教育組織
次の教育組織がある。
- 全日制
  - 普通科
  - 外国語科

## 学校行事
- 全日制
  - 4月 入学式 開校記念日
  - 5月 運動会
  - 7月 芸術鑑賞会 1年臨海学校
  - 9月 文化祭
  - 10月 球技大会 前期終業式 後期始業式
  - 11月 強歩大会
  - 12月 3年球技大会 2年修学旅行
  - 3月 卒業式 1,2年球技大会 終業式

□臨海学校
　1年次には埼玉県の高校の中でも珍しい行事である臨海学校を2泊3日の日程で千葉県の岩井海岸にて行っていた。この臨海学校では、事前に体育の授業で平泳ぎの泳力別にチーム分けをし（青帽→黄帽→赤帽）する。青帽は2日目に中泳をし3日目に遠泳を行う。
　しかし、2022より新型コロナウイルス感染症による影響で林間学校を2泊3日の日程で新潟県の苗場にて行われるようになった。
□修学旅行
　2年次の修学旅行は多くの埼玉県立高校と同様に、その年によって行き先や宿泊日数が異なる。
□文化祭
　数ある学校行事の中でも一番の盛り上がりを見せるのが文化祭（通称 蕨高祭:わらこうさい）である。
□その他
　また、彩湖で行われる強歩大会では、事前に体育の授業で練習として40分間走を行い、本番では男子18.8キロ、女子14.1キロという距離を走る。なお時間制限がある。

## 特色
- 2学期制、50分×6限授業が基本となっている。毎週月・水曜日は7限目がある。月曜7時間目はLHRを行い進路実現のための時間としている。
- 普通科では、2年次まで一部の選択科目を除き全員が同じカリキュラムの下で学び、3年次に本格的に理系・文系に分かれる、という基礎学力の向上を目標とした特色あるカリキュラムである。また、3年次では教員が個別に対応できるよう、1クラスあたりの人数を減らしていて、1，2年時と比べて1クラス多い。
- 外国語科では、英語に関する授業が多い。その内容についても、いくつかの科目を少人数で実施するなどして４技能を効果的・効率的に育成するカリキュラムとなっている。週に2時間ではあるが、第二外国語の授業もある（ドイツ語・フランス語・中国語から希望選択）。例年女子生徒が多く入学してくる傾向にあり、イングリッシュキャンプなどの特色ある行事も盛んである。
- 外国語科があるだけに、英語教育が盛ん。夏休みに1，2年生の希望者を対象としたオーストラリア研修があり、どの学科からも参加できる。2006年度からSELHiに指定され、ますます英語教育に力を入れている。
- 校舎の施設等の特色として、廊下がベランダという点がある。校舎はA校舎とB校舎に大きく分けられ、そのうちB校舎では廊下が屋外に存在する。A校舎でもベランダを使用し教室の移動をしている。

## 著名な出身者
- 伊藤敦基 - CBCスポーツ部員。元アナウンサー
- 蜷川有紀 - 女優
- すし石垣 - プロゴルファー
- 熊坂出 - 映画監督。第58回ベルリン国際映画祭で最優秀新人作品賞を受賞
- 真佐美ジュン - 虫プロダクションのアニメーター。虫プロの社長室勤務も経験。
- 伴大介 - 俳優
- 天神英貴 -　イラストレーター　声優
- 斉藤光香 - モデル・タレント
- 渡邉美穂 (アイドル) - アイドル